# Ливень осенний (клип)
«Ливень осенний» — музыкальное видео группы «Сурганова и оркестр» на одноимённый сингл из трилогии философских клипов режиссёра Анастасии Лавровой, представленной публике в 2021 году, в которую также вошли клипы на песни «Акварель» и «Волчица».

## История
Знакомство Светланы Сургановой, лидера группы «Сурганова и оркестр» с будущим режиссёром и сценаристом трилогии клипов Анастасией Лавровой произошло случайно, но оно стало судьбоносным. Светлана Сурганова поддержала социальный проект по изданию книги для детей «Старушка и Пёс» с фотоиллюстрациями советского и российского кинооператора, художника Георгия Алексеевича Куприянова. Анастасия является организатором данного проекта и автором текста в стихах к иллюстрациям художника. Эта встреча волею судьбы состоялась в день выхода сингла «Ливень осенний» 27 ноября 2020 года. Именно на песню «Ливень осенний» было принято решение написать первый сценарий.

29 декабря 2020 года Светлана Сурганова предложила режиссёру создать серию клипов для нового двойного альбома «Всё будет. Завтра».

Съёмки клипа «Ливень осенний» состоялись в Москве в марте 2021 года, в котором певица сыграла сразу две роли: Бог и Человек.

Анастасия Лаврова училась мастерству создания музыкальных клипов у режиссёра Ирины Мироновой, снявшей в 2019 году для группы «Сурганова и оркестр» клип на песню «Да будет свет».

Предпремьерный показ клипа состоялся в клубе «16 тонн» 5 октября 2021 года. Премьера клипа состоялась в день рождения певицы 14 ноября 2021 ноября. Визуальная архитектура дополненной реальности создана по мотивам работ французского фотографа-сюрреалиста Жильбера Гарсена. В основу текста песни легли стихи испанского поэта Хуана Рамона Хименеса в переводе Сергея Гончаренко. Светлана Сурганова написала несколько строчек, чтобы текст стихотворения «обрёл форму песни».

## Сюжет
Клип снят в формате чёрно-белого короткометражного кино. Началу видеоряда предшествует пролог в виде текста, который воспроизводится на чёрном экране, повторяя эффект ввода текста с помощью клавиатуры. По сюжету герой (Человек) проходит уроки судьбы, уготованные на его жизненном пути. Бог одновременно является и наблюдателем, и непосредственным участником сюжетной линии. На протяжении всего произведения чёрно-белая гамма явственно отражает отношение героя к происходящим с ним событиям посредством изменения цвета одежды героя и окружающего пространства. Вся визуальная структура построена на сюрреалистичных образах, которые очень минималистичны. Но не всё так просто. По задумке режиссёра в клипе присутствует смысловая многослойность и неожиданная эротическая сцена, хотя песня является одной из самых философских во всём двойном альбоме. По словам самой Светланы Сургановой клип распаковывает скрытые смыслы песни словно в 5D. Как и в двух других клипах трилогии режиссёр использует приём Пост-Кредитной Сцены (от англ. Post-Credits Scene — сцена после титров).

## В ролях
- Светлана Сурганова — Бог
- Светлана Сурганова — Человек
- Елена Жукова — Руки Судьбы

## Производство
Клип выпустил продакшн GARNETGARDEN Production при поддержке PORTAL creative video production. Оператор — Андрей Горецкий. Режиссёр Анастасия Лаврова, создавая авторский продукт, взяла на себя в этом проекте также задачи сценариста, художника по костюмам и художника по реквизиту. Постпродакшн клипа продолжался 9 месяцев. Такая длительность обусловлена кропотливой работой над созданием миров, в которые помещены герои клипа. Созданием дополненной реальности занималась студия CGI production by FriendsVIDEO, которая в это же время работала над клипом «Авиарежим» для группы «Ночные снайперы» и клипом «Любимый город» для фронтмена немецкой рок-группы Rammstein Тилля Линдеманна.

## Ротация на телеканалах
- RU.TV[13]
- «Дождь»

## Награды и номинации
- В 2020 году песня «Ливень осенний» была номинирована на премию «На благо Мира»[14].
- В 2021 году клип «Ливень осенний» вошёл в пятёрку финалистов премии «Чартова дюжина»-2022 радиостанции «Наше радио»[15].